# Генеральная пауза
Генера́льная па́уза (всео́бщая па́уза; от лат. generalis — «общий, главный») — одновременная продолжительная (не менее такта) пауза всех вокальных голосов или музыкальных инструментов, участвующих в исполнении музыкального произведения. Сокращённо обозначается буквами GP.
Генеральная пауза используется в произведениях для нескольких инструментов, особенно в оркестровых партитурах. Термин употребляется в особенности к тем паузам, которые внезапно прерывают течение музыкального произведения.